# Batalla d'Adrianòpolis (1205)
La batalla d'Adrianòpolis (1205) va ser una de les batalles posteriors al saqueig de Constantinoble en la Quarta Croada.

## Antecedents
A pesar de l'enemistat comú contra els romans d'Orient, l'emperador Balduí es va enfrontar al tsar búlgar Kaloian I Assèn a l'exigir-li l'entrega de territoris recentment ocupats. A més a més, els terratinents grecs de Tràcia oferiren al tsar la corona imperial a canvi d'expulsar els llatins de la capital i quan la població local va expulsar a la guarnició d'Adrianòpolis i l'emperador Balduí s'apressà a intentar recuperar-la, sent derrotat i capturat per Kaloian.

## La batalla
La batalla tinggué lloc el 14 d'abril de 1205 i fou una completa victòria búlgara, que va destruir quasi per complet a l'exèrcit llatí i va capturar a l'emperador Balduí, que fou capturat i empresonat per Kaloian I Assèn.

## Conseqüències
El dux de Venècia Enric Dandolo va portar les forces restants de tornada a Constantinoble i va aconseguir contenir als búlgars fins que en no saber-se res de Balduí, Enric fou proclamar regent i va tornar a Constantinoble perseguit per les forces del rei búlgar que va incendiar Filipòpolis, va assolar Tràcia, i va rebre el suport dels grecs, hostils als llatins. Les crueltats dels búlgars van mostrar als grecs que aquests eren un amos pitjors que els llatins i Adrianòpolis, que primer havia tancat les portes a Enric, ara el va cridar i el va rebre amb aclamacions (1206). En aquest moment ja se sabia que Balduí havia caigut presoner del rei búlgar i va morir per aquest temps de malenconia. Els barons van aclamar Enric com a emperador i fou coronat el 20 d'agost del 1206 quasi al mateix temps que Làscaris es coronava a Nicea.
Aquesta derrota va trencar el poder franc, acabant amb l'objectiu de conquerir tot l'Imperi Romà d'Orient, ja que va donar temps als exiliats a organitzar la defensa en el que serien el Despotat de l'Epir i l'Imperi de Nicea.